# Begonia xinyiensis
Espèce
Synonymes
- Begonia balansana Gagnep. (préféré par GRIN)[2]
- Begonia handelii Irmsch.[2]
- Begonia xinyiensis T. C. Ku[2]

Begonia xinyiensis est une espèce de plantes de la famille des Begoniaceae.
Elle a été décrite en 1995 par Tsue Chih Ku (1931-).